# Kościozrost
Kościozrost (łac. synostosis) – najmocniejsze połączenie międzykostne, rozwijające się z wiekiem a zachodzące w obrębie więzozrostów i chrząstkozrostów. W kościozrost mogą przekształcać się także stawy, np. stawy kości krzyżowej, a patologicznie często i inne, na przykład po złamaniu. Charakterystyczną cechą kościozrostu jest całkowity zanik ruchomości.